# De narrenkeuken
De narrenkeuken is een tekening in het British Museum in Londen, toegeschreven aan de Zuid-Nederlandse schilder Jheronimus Bosch.

## Voorstelling
Het stelt een nar voor, die op een rieten mand zit en op het punt staat geschoren te worden. Naast hem staat een uitbundig uitgedoste non met een bontmuts en grote pofmouwen. Maar in plaats van een scheermes houdt de non een wafelijzer vast, terwijl de vrouw achter haar vol enthousiasme een keukentang en een grill aan de man laat zien. Rechts speelt een man op een fluit in een raamopening. Onder dit raam staat tegen de muur de zotskolf van de nar. De tekening hangt samen met het schilderij De keisnijding, waar ook op onzinnige wijze van voorwerpen gebruik wordt gemaakt, en illustreert waarschijnlijk het gezegde 'de gek scheren' (malligheid uithalen).

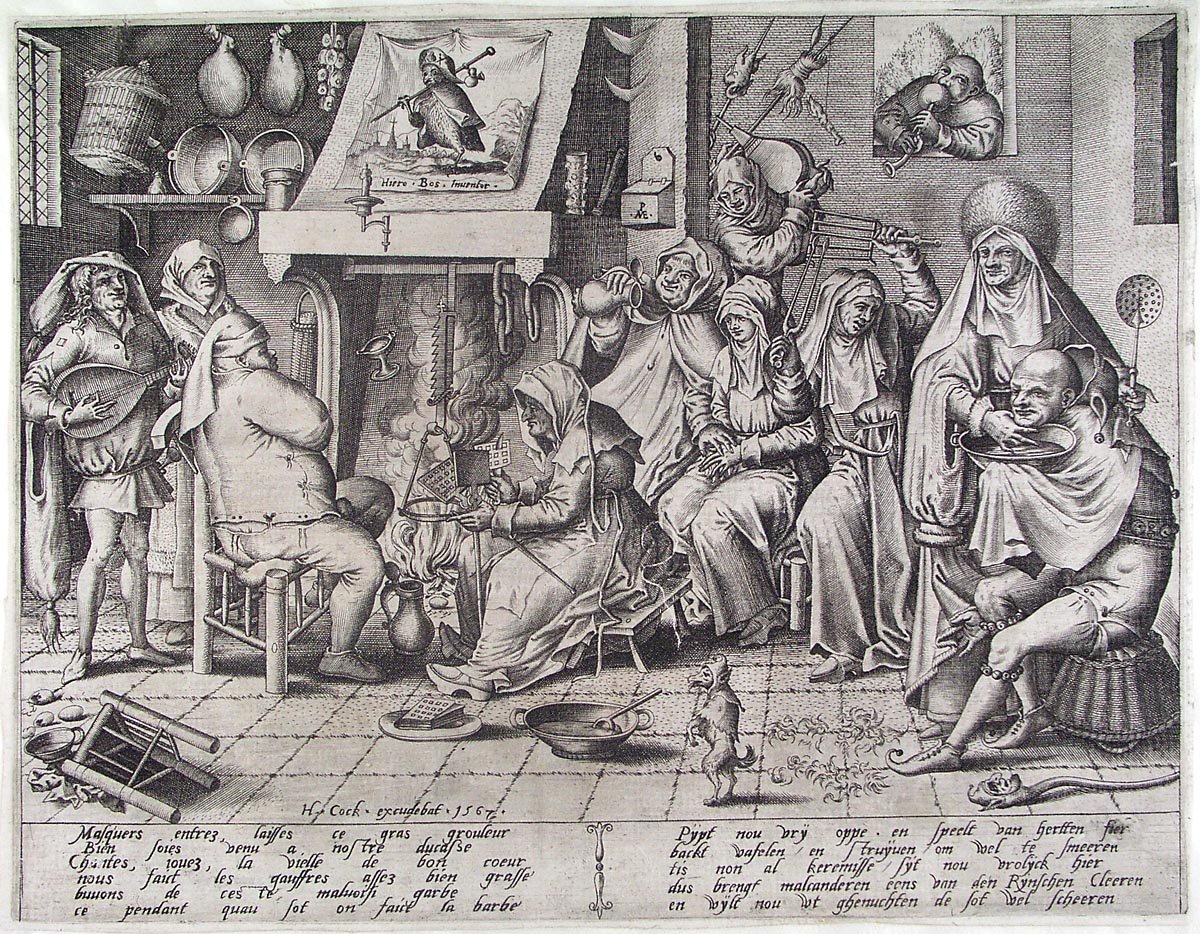
Pieter van der Heyden (naar Jheronimus Bosch). Vastenavond. 1567. Gravure. Rotterdam, Museum Boijmans Van Beuningen.

De groep op de tekening maakt deel uit van een groep vastenavondvierders op een tekening in de Albertina in Wenen. Deze tekening draagt de signatuur Bruegel, maar is van een te lage kwaliteit om noch aan Bruegel noch aan Bosch toe te schrijven. De tekening in Wenen diende mogelijk als model voor de in 1567 door Hieronymus Cock uitgegeven prent, waarin de vastenavond gehekeld wordt.